# Gundsølille
Gundsølille is een plaats in de Deense regio Seeland, gemeente Roskilde, en telt 254 inwoners (2007).